# Scifato

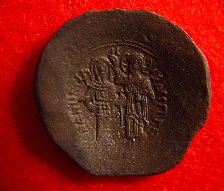
Scifato di Andronico I Comneno (1183-1185).

Con il termine scifato o schifato si intende un tipo particolare di moneta emessa nell'impero bizantino a forma di coppa o scodella, da qui il termine scodellato usato anche per queste monete.

## Descrizione e storia
Scifato viene dal greco σκύφος (skýfos) che significa coppa, tazza. Questo termine si trova usato nella "Cronaca di Cassino, in una bolla di Innocenzo II (1130-1143) del 1139 ed in altri testi del XII secolo.
Gli scifati, chiamati anche trachy nei paesi anglosassoni – dal greco τράχυς (trachys) irregolare, non liscio –, furono coniati sia in elettro (oro misto ad argento) che in biglione (argento con titolo inferiore al 500/1000).
Scifati furono coniati anche da zecche che avevano rapporti di commercio con l'Oriente, come alcune zecche dell'Italia meridionale, ad esempio il ducale d'argento battuto il 1140 dal re di Sicilia Ruggero II (1112-1154) ed emesso a ricordo dell'investitura dello stesso Ruggero d'Altavilla dal Papa Onorio II nell'agosto del 1128 a Duca di Puglia alla fine della guerra tra Ruggero ed il Papato.
In italiano è spesso usato anche il termine scodellato.
Il motivo esatto per cui queste monete siano state coniate con questa forma non è noto, anche se si è teorizzato che siano state modellate in questo modo per la facilità dell'impilamento.
Esistono monete simili coniate da popolazioni celtiche nel I secolo a.C. cui viene dato il nome di Regenbogenschüsselchen (Scodelline dell'arcobaleno).